# Thomas Sørum
Thomas Braathen Sørum (ur. 17 listopada 1982 w Drammen) – norweski piłkarz grający na pozycji napastnika w Strømsgodset IF.

## Kariera klubowa
Karierę rozpoczął w Strømsgodset IF w 2001. Zadebiutował w tej drużynie 9 maja 2001 w meczu pucharu Norwegii z Kongsberg IF. Pierwszy mecz w Tippeligaen zagrał 15 dni później z Tromsø IL. W 2006 został wypożyczony do Manglerud Star. W lutym 2009 podpisał trzyletni kontrakt z FK Haugesund. W klubie tym zadebiutował dwa miesiące później w meczu ligowym z Tromsdalen UIL. W sierpniu 2011 przeszedł do Helsingborgs IF. W Allsvenskan zadebiutował 9 września 2011 w meczu 24. kolejki z BK Häcken. Pierwszego gola w lidze strzelił w następnej kolejce z Mjällby AIF. W lutym 2013 wrócił do Strømsgodset, z którym podpisał czteroletni kontrakt. W klubie tym zadebiutował 17 marca 2013 z Sandnes Ulf.

## Kariera reprezentacyjna
W reprezentacji Norwegii zadebiutował 15 stycznia 2012 w meczu Pucharu Króla z Danią.

## Życie prywatne
Sørum ma żonę i dzieci.

## Osiągnięcia
- Allsvenskan (1): 2011
- Puchar Szwecji (1): 2011
- Tippeligaen (1): 2013